# Tokashiki-jima

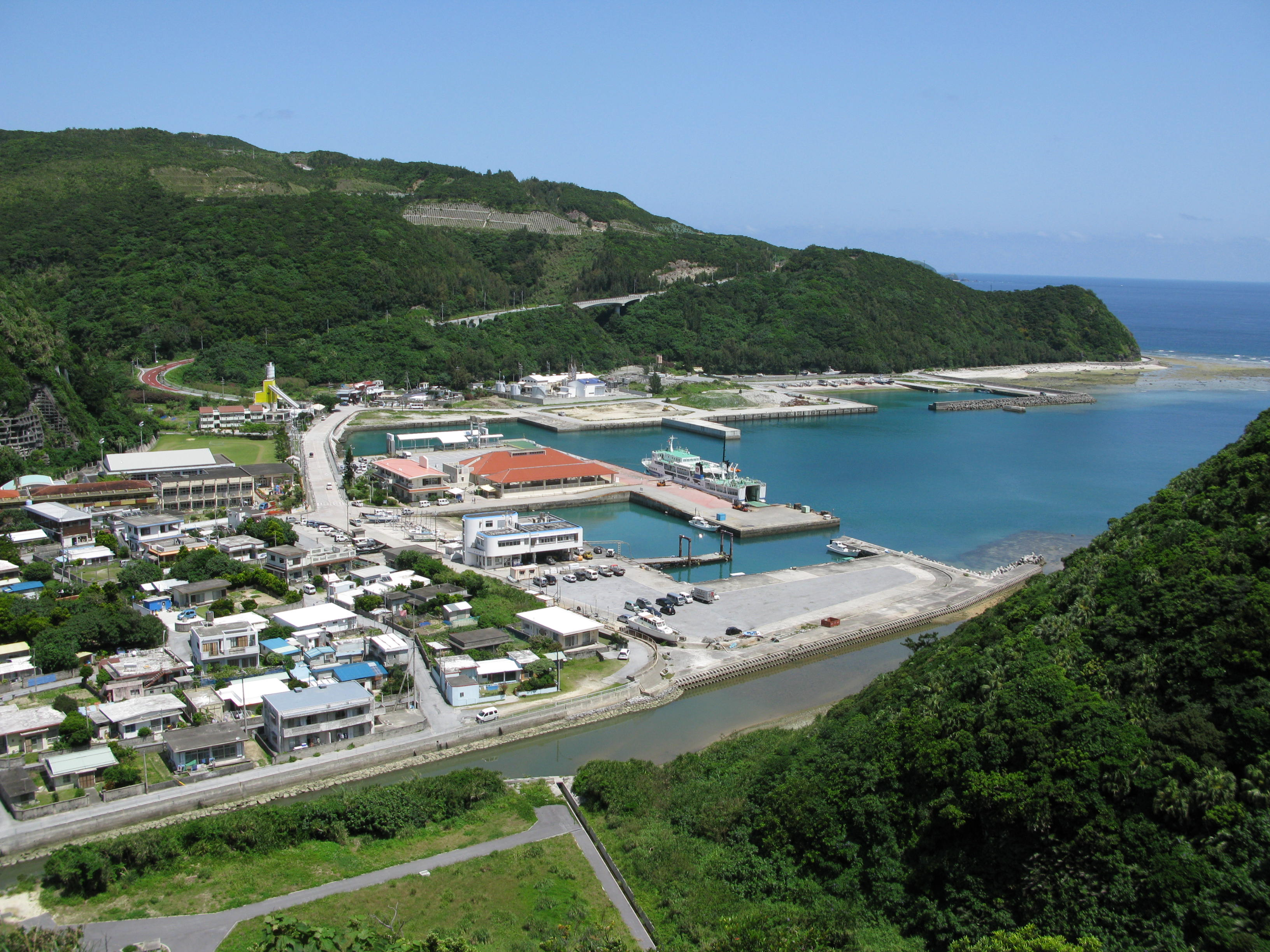
Hamnen på östra Tokashiki-jima

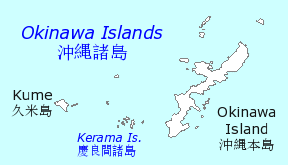
Lägeskarta

Tokashiki-jima (japanska Tokashiki-jima) är huvudön i ögruppen Keramaöarna i nordvästra Stilla havet som tillhör Japan.

## Geografi
Tokashiki-jima ligger i Östkinesiska havet ca 30 km väster om Okinawa.
Ön är av vulkaniskt ursprung och har en areal om cirka 15,29 km². Den högsta höjden är Akama-yama på cirka 227 m ö.h. och ön omges av fyra större öar med Gishipuön i norr, Gushikuön i öst, Unön i söder och Banariön i väst och ytterligare småöar.
Befolkningen uppgår till ca 725 invånare där de flesta bor i Tokashiki på öns nordöstra del. Förvaltningsmässigt utgör ön ett eget område "Tokashiki-son" (Tokashiki by) i "Shimajiri-gun" (Shimajiri distrikt) i Okinawa prefektur.
Öns flygplats Kerama Airport ligger på grannön Fukaji-shima (flygplatskod "KJP") med kapacitet för lokalt flyg.

## Historia
Ögruppen ingår i Okinawaöarna som alltid har varit ett viktigt handelscentrum i regionen. Öarna utgjorde mellan 1300-talet och 1800-talet ett oberoende kungadöme, Kungariket Ryukyu. Riket hade kontakter inte bara med grannarna Japan och Kina, utan också med exempelvis Borneo och Java. Sin självständighet behöll riket genom att betala tribut (brandskatt) till ömsom Kina, ömsom Japan.
I mitten på 1600-talet byggdes ett vakttorn på ön för att övervaka fartygstrafiken mellan Okinawa och Kina.
1879 införlivades riket i Japan, och blev länet Okinawa.
Under andra världskriget utspelade sig under första halvan av 1945 ett av de största och betydande slagen i Stilla havet (Slaget om Okinawa) här. Aka-jima var bland de första öar där amerikanska styrkor landsteg den 26 mars 1945. Den 28 maj 1945 begick nästan halva öns befolkning kollektiv självmord inför den stundande invasionen. Området ockuperades sedan av USA som förvaltade öarna fram till 1972 då de återlämnades till Japan.
Den 15 maj 1972  skapades "Okinawa Senseki Quasi National park" där hela Keramaöarna ingår.